# Sydney Howard
Ne doit pas être confondu avec Sidney Howard (1891-1939), metteur en scène et scénariste américain
Pour les articles homonymes, voir Howard.
Sydney Howard (7 août 1884 – 12 juin 1946) est un acteur britannique de théâtre et de cinéma né à Leeds.

## Biographie
Alors qu'il est déjà une vedette au théâtre, il fait ses débuts au cinéma en 1929 dans Splinters  de Jack Raymond.
En 1937, il figure à la dixième place dans la liste des acteurs les mieux payés du box-office britannique.

## Filmographie
- 1929 : Splinters
- 1930 : French Leave (en) de Sam Newfield
- 1931 : Tilly of Bloomsbury (en)
- 1931 : Up for the Cup
- 1931 : Splinters in the Navy
- 1931 : Almost a Divorce (en)
- 1932 : The Mayor's Nest (en)
- 1933 : Trouble
- 1933 : Up for the Derby (en)
- 1933 : Night of the Garter (en)
- 1933 : It's a King (en)
- 1934 : It's a Cop (en)
- 1934 : Girls, Please! (en)
- 1934 : Transatlantic Merry-Go-Round (en)
- 1935 : Where's George?
- 1936 : Chick
- 1936 : Fame
- 1937 : Splinters in the Air (en)
- 1938 : What a Man!
- 1939 : Shipyard Sally (en)
- 1940 : Tilly of Bloomsbury (en)
- 1941 : Mr. Proudfoot Shows a Light (en)
- 1941 : Once a Crook (en)
- 1943 : When We Are Married (en) : Henry Ormondroyd
- 1945 : Flight from Folly (en)